# Jorge Enrique Abello
Jorge Enrique Abello (* 28. února 1968, Bogotá, Kolumbie) je kolumbijský herec.
Obsazován je především v telenovelách. K nejznámějším patří Las Ejecutivas a La Viuda de Blanco, kde si zahrál po boku herečky Yolandity Monge, obě z roku 1996, La mujer en el espejo a Perro Amor z roku 1998, dále pak v Česku známé Ošklivce Betty a návazně Ecomodě, La costena i el cachaco z roku 2002, Anita, no te rajes z roku 2004, Merlina, mujer divina z roku 2005 či nejnověji v telenovele En los tacones de Eva, která se natáčela a vysílala v letech 2006-2008.
V roce 2007 hrál Lišáka v divadelní inscenaci El Principito, kterou uvedlo bogotské divadlo Mapa Teatro a od 23.4.2008 hraje spolu s Patricií Tamayo postavu Daniela ve hře Tu ternura Molotov, na prknech Teatro Nacional v Bogotě. Od srpna 2008 ho kolumbijští diváci mohli vidět v roli gaye Fera v remake španělského seriálu Aquí no hay quién viva. V roce 2010 se objevil v záporné roli Dr. Mauricia Hernandeze v A corazón abierto. Od dubna 2012 účinkoval v seriálu RCN Dónde está Elisa?, kde hraje detektiva jménem Cristobal Rivas.

## Život
Narodil se 28. 2. 1968 v rodině obchodníka Alberta Abello a malířky Heidi Moreno. K jejich čtyřem dětem tak přibyl po 10 letech další syn.
Jorge strávil mnoho času v rodinné knihovně, okouzlovaly ho encyklopedie, sám sebe si představoval jako středověkého rytíře nebo objevitele pirátských pokladů. Dodnes je vášnivým čtenářem a jeho knihovna má přes 3 000 svazků. Jorge ale nebyl typickým knihomolem, měl rád také sport, během studia na Gimnasio Moderno byl členem školního basketbalového družstva, jezdil na koni, věnoval se šermu. V současné době si oblíbil squash a aby se udržel v kondici, tráví několik hodin týdně v tělocvičně.
Po ukončení střední školy začal studovat na univerzitě sociální komunikaci, později literaturu, ale studia nedokončil a nastoupil do televize, kde pracoval jako kameraman, také režíroval hudební klipy. V roce 1992 se zcela náhodou ocitl před kamerou, když se při natáčení „Esperame al final“ nedostavil jeden z epizodních herců a tím se odstartovala jeho úspěšná herecká kariéra.
Jeho zatím největším úspěchem byla role Armanda, cholerického prezidenta společnosti Ecomoda v telenovele „Betty, la fea“ , která obletěla svět a u nás byla vysílána pod názvem „Ošklivka Betty“. Zajímavá je i dvojrole v "En los tacones de Eva", kde ztvárnil jednak záletníka Juana Camila a zároveň vdovu Evu. V roce 2007 získal za "Evu" cenu India Catalina v kategorii herec v hlavní roli.
Jorge je otcem dcery s neobvyklým jménem Candelaria, narozené 12. 2. 2002 v manželství s Marcelou Salazar. S Marcelou se však v roce 2006 rozvedl.